# Essa (Ontario)
Essa – gmina (ang. township) w Kanadzie, w prowincji Ontario, w hrabstwie Simcoe.
Powierzchnia Essa to 279,55 km².
Według danych spisu powszechnego z roku 2001 Essa liczy 16 808 mieszkańców (60,13 os./km²).